# Holzhausen, Stendal
Holzhausen là một đô thị thuộc huyện Stendal, bang Sachsen-Anhalt, Đức. Đô thị Holzhausen, Stendal có diện tích 6,81 km², dân số thời điểm ngày 31 tháng 12 năm 2006 là 117 người.